# Заједнички туркијски језици
Заједнички туркијски језик, или шаз туркијски језик, је таксон у неким класификацијама туркијских језика које обухватају све осим огурских језика.

## Класификација
Ларс Јохансонов предлог садржи следеће подгрупе:
- Југозападни заједнички туркијски (огуски)
- Северозападни заједнички туркијски (кипчачки)
- Југоисточни заједнички туркијски (карлучки)
- Североисточни заједнички туркијски (сибирски)

У тој класификационој шеми, заједнички турски језик је супротстављен огурски туркијски (лир-турски). За опште туркијске језике карактеристичне су звучне кореспонденције као што је заједничко туркијско ш наспрам огурски л и заједнички туркијски з наспрам огурски р.
У другим класификационим шемама (као што су оне од Александра Самојловича и Николаја Башкакова), подела је другачија.